# Vincetoxicum capparidifolium
Vincetoxicum capparidifolium är en oleanderväxtart som först beskrevs av Robert Wight och Arn., och fick sitt nu gällande namn av Carl Ernst Otto Kuntze. Vincetoxicum capparidifolium ingår i släktet tulkörter, och familjen oleanderväxter. Inga underarter finns listade i Catalogue of Life.